# Kostivere
Kostivere är en småköping i Estland. Den ligger i Jõelähtme kommun och i landskapet Harjumaa, 19 km öster om Tallinn. Antalet invånare var 753 år 2011.
Kostivere ligger 38 meter över havet och terrängen runt orten är mycket platt. Runt Kostivere är det ganska glesbefolkat, med 26 invånare per kvadratkilometer. I omgivningarna runt Kostivere växer i huvudsak blandskog.
Inlandsklimat råder i trakten. Årsmedeltemperaturen i trakten är 2 °C. Den varmaste månaden är juli, då medeltemperaturen är 17 °C, och den kallaste är februari, med −10 °C.